# Thomas Guldhammer

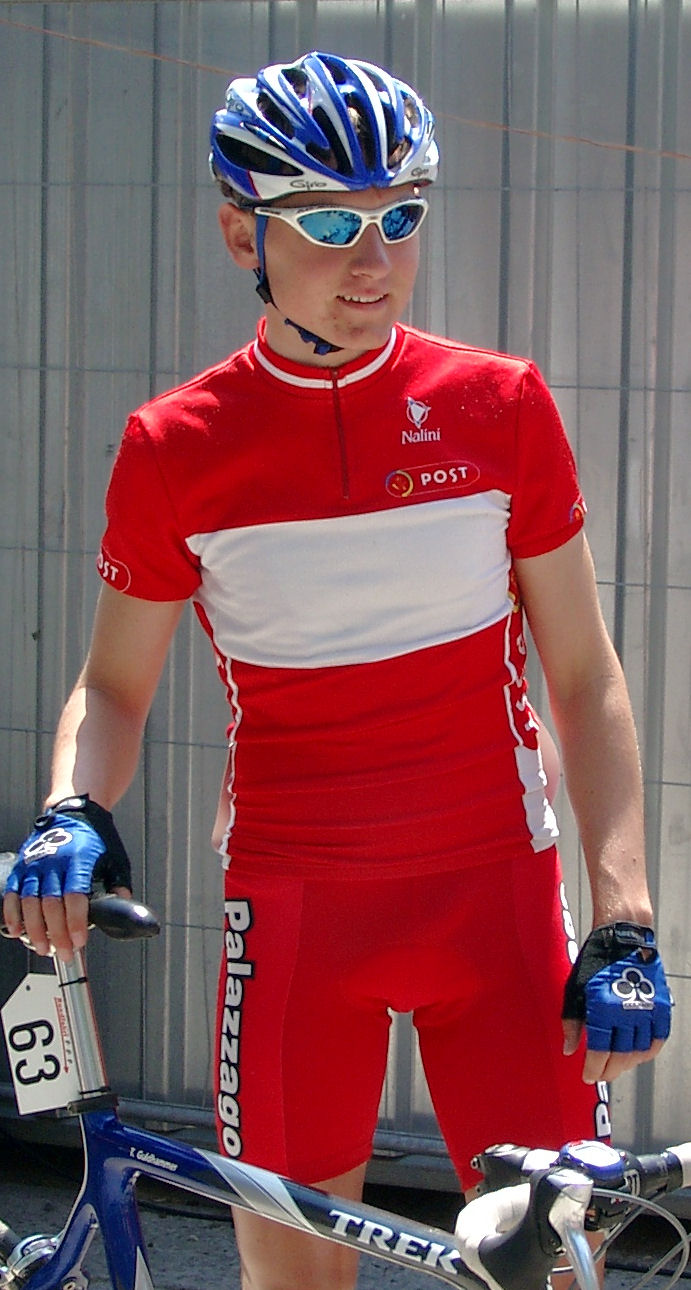
Thomas Guldhammer

Thomas Guldhammer (* 31. Juli 1987 in Vejle) ist ein ehemaliger dänischer Radrennfahrer.

## Sportlicher Werdegang
Thomas Guldhammer wurde 2005 dänischer Vize-Juniorenmeister im Zeitfahren und im Straßenrennen. Außerdem gewann er eine Etappe bei der Junioren-Rundfahrt GP Rüebliland, wo er auch Gesamtzweiter wurde und er wurde Erster bei dem italienischen Eintagesrennen Trofeo Emilio Paganessi. 2006 fuhr er für das dänische Continental Team Glud & Marstrand Horsens und seit 2007 fuhr er für die Mannschaft Designa Køkken. In der Saison 2008 konnte er eine Etappe bei der Boucle de l’Artois für sich entscheiden. 2012 und 2013 fuhr er für das Team TreFor.
Ende der Saison 2013 hat er seine Karriere als Berufsradfahrer beendet. 2018 wurde er letztmalig in den Ergebnislisten der UCI geführt.

## Familie
Er ist der Sohn des ehemaligen dänischen Meisters Michael Guldhammer. Auch sein jüngerer Bruder Rasmus Guldhammer war Radrennfahrer.

## Erfolge
2005
- Trofeo Emilio Paganessi

2008
- eine Etappe Boucle de l’Artois

2009
- Dänischer Meister – Mannschaftszeitfahren

## Teams
- 2006 Glud & Marstrand Horsens
- 2007–2008 Designa Køkken
- 2009 Team Capinordic
- 2010 Team Energi Fyn
- 2011 Team Concordia Forsikring-Himmerland
- 2012–2013 Team TreFor